# Expedición a las Salinas
Se conoce como Expedición a las Salinas (o a las Salinas Grandes) a la expedición militar y comercial llevada adelante por la Primera Junta de Gobierno de las Provincias Unidas del Río de la Plata al interior de la Pampa para obtener su reconocimiento por parte de los pueblos originarios de la frontera bonaerense y lograr el abastecimiento de sal para Buenos Aires.
La Junta ordenó realizar la expedición el 12 de junio de 1810, la cual estuvo al mando del coronel Pedro Andrés García, quien partió de la Guardia de Luján (actual Mercedes) el 21 de octubre de 1810. Componían el contingente 25 soldados de infantería del Regimiento N° 4 al mando del teniente José Ramón Echavarría (segundo jefe de la expedición) y del alférez Pedro Villegas, los que viajaron con 22 carretas y 3 carruajes en los que se transportaban dos cañones con 50 tiros cada uno y 2.000 cartuchos de bala. Los acompañaban 50 milicianos de caballería al mando de los capitanes Manuel de Represas y Ramón Morales, armados con lanzas, los que efectuaban el arreo del ganado transportado y 9 soldados de artillería al mando de un cabo. Los seguían comerciantes y peones con carretas, que en parte se incorporarían en el trayecto y un capellán. Se tardó 24 días en llegar a las salinas.
Las expediciones para el aprovisionamiento de sal eran acontecimientos económicos y de diversión, dice Pedro de Angelis. Por el número de carretas desplazadas, la cantidad de gente movilizada y las transacciones que podían llegar a hacerse, podía quizá equipararse a un pueblo en movimiento, o bien a una gran feria ambulante aunque su fin principal no era el comercio. El mayor valor económico estaba en la extracción de un bien muy preciado en esos momentos, la sal, que daba provecho a los particulares y al Estado, que gravaba su venta. El aspecto de feria estaba dado en el hecho que las tribus de indios que habitaban las zonas próximas a la ruta de la caravana, cuando se enteraban de la marcha de la expedición, se acercaban y solicitaban permiso para intercambiar sus productos por yerba, tabaco, bebidas y algún otro objeto.
Aunque no lo mencionen los escritos de la época ni otros comentaristas, sin duda debe haber significado una movilización económica todo el trabajo previo de acondicionar las carretas y herramientas, juntar el ganado para tiro y para consumo, contratar el personal necesario, acopiar provisiones y mercaderías para el trueque, hacer las diversas gestiones que demandaría el caso y demás. Tampoco cuesta representarse la reunión de troperos o peones -la expedición no incluía mujeres- en los descansos disfrutando del asado hecho en común, contando historias, haciendo bromas y llegando algunas veces también a discusiones y peleas. Eran dos meses de compañerismo masculino en medio de las soledades de una región generalmente deshabitada.

## Ruta de la expedición

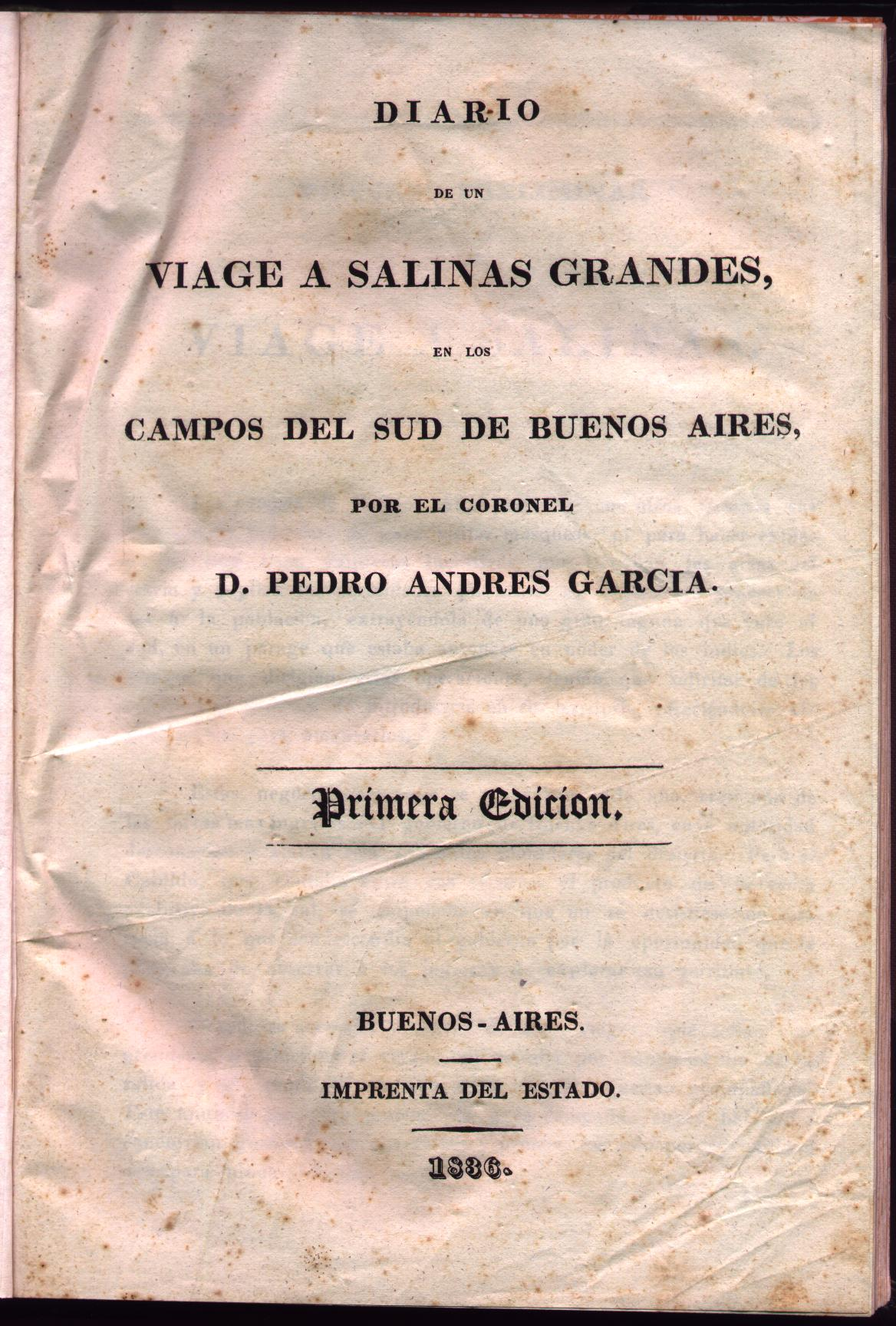
Portada de la primera edición del Diario de un viaje a Salinas Grandes, por Pedro Andrés García (1836).

Se siguió la ruta conocida como Rastrillada grande o "Rastrillada de las Salinas Grandes", que era un camino habitual de los indígenas a su regreso de los malones y que había sido utilizado por otras expediciones anteriores en épocas virreinales. La primera noche desertaron 4 milicianos, un artillero y un soldado de infantería. Desde la Guardia de Luján (última población, actual Mercedes), la rastrillada continuaba hacia la cañada del Durazno (actual Suipacha), en donde se acampó el día 22 de octubre. Luego pasaba por la cañada de las Saladas (entre Suipacha y Chivilcoy), en donde finalizaban los últimos caseríos dispersos de pobladores blancos, acampándose allí el 23 de octubre. El camino continuaba por la cañada de Chivilcoy, atravesaba el río Salado y pasaba junto a la laguna de Palantelen (Partido de Alberti), en donde acamparon el día 24 de octubre. Continuaron la marcha hasta el punto denominado Los Cerrillos, en donde los esperaban comerciantes con 83 carretas procedentes de diversos lugares. Desde allí se continuó viaje y durante la noche desertaron 10 milicianos y un cabo, por lo que durante el día 26 no se marchó, pero se envió una embajada al cacique Lincón, que se hallaba más próximo.
Durante la noche desertaron 3 soldados de infantería. El día 27 se continuó la marcha, pasando por las lagunas denominadas "Las dos hermanas" o "Lagunas de Galván" (Partido de 25 de Mayo) y luego por el Médano Partido (Partido de Nueve de Julio), tomándose el primer contacto pacífico con indígenas que arriaban ganado. El día 28 se continuó viaje hasta la Laguna de la Cruz de Guerra (Partido de 25 de Mayo), recibiendo una embajada del cacique Turuñán, quien anunciaba que esperaba a la expedición en las salinas. En Cruz de Guerra se incorporaron las demás carretas que componían la expedición, permaneciendo allí la tropa durante los días 29 y 30 en espera de la llegada de varios caciques que anunciaron su concurrencia allí. En ese punto se hizo el conteo, que arrojó el resultado de: 172 carretas de carga, 55 carretas de media carga, 7 carretones o carruajes de camino, 2.927 bueyes, 520 caballos y 407 hombres, incluyendo los soldados.
El día 31 de octubre arribaron los caciques Lincón, Medina, Cayumilla, Aucal, Gurupuento, Clento, Turuñán, Oquiro y un hijo de Epumel, quienes fueron agasajados y recibieron obsequios y aguardiente. El día 1 de noviembre se continuó la marcha hacia el Médano de los Monigotes (Partido de 25 de Mayo), en donde se produjo un incidente con el cacique Lincón, quien amenazó atacar a la expedición, por lo que García se atrincheró en el lugar, desertando 3 milicianos. Al día siguiente llegó al lugar para una entrevista el cacique Epumur, originario de Valdivia, con quien se selló una alianza, llegando también un hijo del cacique Mencal y continuándose luego hasta la laguna de las Ánimas. El día 3 se continuó hasta la laguna que llamaron de la Concepción. El día 4 de noviembre se atravesó dos grupos de lagunas que se denominaron las Cinco Hermanas y las Siete Damas y luego la laguna del Pasaje hasta llegar a la laguna Cabeza de Buey (partido de Bolívar). El día 5 se continuó hasta la cañada del Zapato, recibiéndose advertencias de las acciones de Lincón, siguiendo por la Laguna de Santa Clara y el Médano del Carmen. El día 6 se pasó por la laguna Mercedes y el Médano Alto y al día siguiente por las lagunas las Acordonadas, en donde se recibió al cacique Quilapí, quien robó 400 cabezas de ganado caballar y mular. Siguieron en los días 8 y 9 la Cañada de la Larga (Partido de Daireaux) y la laguna del Monte (Partido de Guaminí), pasando luego por la laguna Hermosa y el paraje Junco Grande.
El día 10 se pasó junto a la laguna Santa Rosa y la de los Paraguayos, en donde se realizó una entrevista con los caciques Millapué, Joaquín Coronel y Leymí. Se continuó la marcha los días 11 y 12, llegando a la laguna de los Patos (en la Provincia de La Pampa). El 13 de noviembre se llegó a la laguna de Salinas (Salinas Grandes, en el actual Departamento Atreucó en La Pampa), recibiendo a los caciques Antiman y Caluqueo y comenzándose a cargar la sal. El día 14 llegaron los caciques Victoriano, Quinteleu, Payllatur, Payllain, Guaquinil, Quilán y Millapué, quienes ofrecieron mil guerreros para custodiar a los expedicionarios. El día 16 se realizó una entrevista con caciques ranqueles y el 17 con Currilipay y con Carrupilun, cacique ranquel principal, quien tenía intenciones de atacar a los expedicionarios, dejando apostados para la acción a los caciques Neuquén, Milla y Coronado. El día 18 llegó el cacique Neuquén a parlamentar con otros 24 caciques, el 19 el cacique Milba y el 20 Milla Catreu.
Luego de realizada la carga de sal, el 26 de noviembre se emprendió el regreso, llegando a la Guardia de Luján el 22 de diciembre.
Una delegación indígena procedente de las Salinas Grandes integrada por los caciques Victoriano, Quinteleu y Epumer, junto a su hijo Evinguanao, regresó junto a García a Buenos Aires. El 11 de octubre de 1811, Feliciano Antonio Chiclana, en nombre del Primer Triunvirato, firmó un tratado con ellos.